# Tio Hugo
Tio Hugo is een gemeente in de Braziliaanse deelstaat Rio Grande do Sul. De gemeente telt 2.730 inwoners (schatting 2009).

## Aangrenzende gemeenten
De gemeente grenst aan Ernestina, Ibirapuitã, Mormaço, Santo Antônio do Planalto, Soledade en Victor Graeff.